# Chi Cá sấu Caiman lùn
Chi Cá sấu caiman lùn (Paleosuchus) là một chi cá sấu trong họ Cá sấu mõm ngắn (Alligatoridae). Gồm có hai loài cá sấu nhỏ, chỉ dài khoảng trên một vài mét và cân nặng khoảng trên dưới 10 kg.

## Các loài
- Cá sấu lùn xạ hương, Paleosuchus palpebrosus
- Cá sấu lùn trán phẳng, Paleosuchus trigonatus